# Plungė
Plungė is een stad in het noorden van Litouwen met 18.593 inwoners. De stad is bekend om zijn krabverwerkindustrie en exporteert aan vele landen in Europa.
De stad was voor de Tweede Wereldoorlog een bekend joods centrum, maar werd zwaar getroffen door de Nazi-bezetting. Een groot deel van de bevolking werd weggevoerd naar concentratiekampen.